# بوردوگ‌اولاسی
بودروگ‌اولاسی (به مجاری:  Bodrogolaszi) یک شهرداری در مجارستان است که در ناحیه شاروش‌پاتاک واقع شده‌است. بوردوگ‌اولاسی ۲۰٫۶۲ کیلومتر مربع مساحت و ۹۸۴ نفر جمعیت دارد.